# عربی حجازی
عربی حجازی یا عربی غرب عربستان، یکی از گویش‌های عربی است که در منطقهٔ حجاز واقع در کشور عربستان سعودی بدان سخن گفته می‌شود. دو گروه لهجه در منطقهٔ حجاز رایج است، یکی لهجه‌های شهری که در اصل مربوط به شهرهای بزرگی مانند جده، مکه، و مدینه است و دیگری لهجه‌های بادیه‌نشینان و مردم روستایی.
عربی حجازی به شاخهٔ غربی عربی شبه‌جزیره‌ای تعلق دارد و عربی حجازی کهن نیای آن به‌شمار می‌رود. امروزه این گویش از نظر واج‌شناسی، ریخت‌شناسی، نحو و واژگان با عربی نوین معیار تفاوت‌های بسیاری دارد و دارای وام‌واژگانی از فرانسوی، ایتالیایی، فارسی، ترکی استانبولی و اخیراً انگلیسی است.